# Thomas Schaaf
Thomas Schaaf (Mannheim, 30 aprile 1961) è un allenatore di calcio ed ex calciatore tedesco, di ruolo difensore.
È uno dei sei ad aver vinto la Bundesliga sia da giocatore che da allenatore, insieme a Felix Magath, Franz Beckenbauer, Matthias Sammer, Jupp Heynckes e Helmut Benthaus.

## Carriera
Dal 1º luglio 1972 è nelle file del Werder Brema. Entrato nel settore giovanile del club, vi giocò dal 1978 al 1995, totalizzando 262 presenze e 13 reti in Bundesliga.
In seguito allenò la formazione giovanile e poi la squadra riserve del Werder, prima di passare a dirigere la prima squadra il 10 maggio 1999, in sostituzione di Felix Magath; in poche settimane, evitò la retrocessione della squadra e vinse la Coppa di Germania battendo il Bayern Monaco in finale ai rigori (i tempi regolamentari erano terminati sull'1-1). A seguito di ciò, ha portato il Werder a grandi successi, come il double della stagione 2003-2004, in cui vinse sia il campionato (con sei punti di vantaggio sul Bayern secondo) che la Coppa di Germania (battendo l'Alemannia Aachen per 3-2 in finale). Nella stagione 2008-2009 condusse il Werder sino in finale di Coppa UEFA, perdendo, per 2-1 nei supplementari, con lo Šachtar Donec'k; vinse comunque la sua terza Coppa di Germania superando, per 1-0, il Bayer Leverkusen nell'ultima gara.
Il 15 maggio 2013 annuncia ufficialmente che al termine della stagione 2012-2013 (terminata con un fallimentare quattordicesimo posto) lascerà il Werder Brema dopo aver trascorso 39 anni all'interno del club, di cui 14 da allenatore. Si è seduto sulla panchina della squadra per 645 partite, ottenendo 308 vittorie, 138 pareggi e 199 sconfitte. Lo sostituisce Robin Dutt.
Un anno dopo, il 21 maggio 2014, è nominato nuovo allenatore dell'Eintracht Francoforte. Il 27 maggio 2015 si dimette.
Il 28 dicembre 2015 diviene il nuovo tecnico dell'Hannover 96.
Viene esonerato il 4 aprile 2016 con la squadra ultima in classifica.
Il 16 maggio 2021 viene nominato allenatore del Werder Brema fino al termine della stagione, dopo l’esonero di Florian Kohfeldt.

### Statistiche da allenatore

#### Club
Statistiche aggiornate al 18 settembre 2024. In grassetto le competizioni vinte.
| Stagione            | Squadra               | Campionato          | Campionato | Campionato | Campionato | Campionato | Coppe nazionali | Coppe nazionali | Coppe nazionali | Coppe nazionali | Coppe nazionali | Coppe continentali | Coppe continentali | Coppe continentali | Coppe continentali | Coppe continentali | Altre coppe | Altre coppe | Altre coppe | Altre coppe | Altre coppe | Totale | Totale | Totale | Totale | % Vittorie | Piazzamento      |
| Stagione            | Squadra               | Comp                | G          | V          | N          | P          | Comp            | G               | V               | N               | P               | Comp               | G                  | V                  | N                  | P                  | Comp        | G           | V           | N           | P           | G      | V      | N      | P      | %          | Piazzamento      |
| ------------------- | --------------------- | ------------------- | ---------- | ---------- | ---------- | ---------- | --------------- | --------------- | --------------- | --------------- | --------------- | ------------------ | ------------------ | ------------------ | ------------------ | ------------------ | ----------- | ----------- | ----------- | ----------- | ----------- | ------ | ------ | ------ | ------ | ---------- | ---------------- |
| mag.-giu. 1999      | Werder Brema          | BL                  | 4          | 3          | 0          | 1          | CG              | 1               | 0               | 1               | 0               | -                  | -                  | -                  | -                  | -                  | -           | -           | -           | -           | -           | 5      | 3      | 1      | 1      | 60,00      | Sub. 13°         |
| 1999-2000           | Werder Brema          | BL                  | 34         | 13         | 8          | 13         | CG              | 5               | 3               | 1               | 1               | CU                 | 10                 | 3                  | 3                  | 4                  | CdL         | 2           | 1           | 0           | 1           | 51     | 20     | 12     | 19     | 39,22      | 9°               |
| 2000-2001           | Werder Brema          | BL                  | 34         | 15         | 8          | 11         | CG              | 2               | 1               | 0               | 1               | CU                 | 6                  | 3                  | 1                  | 2                  | -           | -           | -           | -           | -           | 42     | 19     | 9      | 14     | 45,24      | 7°               |
| 2001-2002           | Werder Brema          | BL                  | 34         | 17         | 5          | 12         | CG              | 2               | 1               | 1               | 0               | Int.               | 2                  | 1                  | 0                  | 1                  | -           | -           | -           | -           | -           | 38     | 19     | 6      | 13     | 50,00      | 6°               |
| 2002-2003           | Werder Brema          | BL                  | 34         | 16         | 4          | 14         | CG              | 5               | 4               | 0               | 1               | CU                 | 4                  | 1                  | 2                  | 1                  | CdL         | 1           | 0           | 0           | 1           | 44     | 21     | 6      | 17     | 47,73      | 6°               |
| 2003-2004           | Werder Brema          | BL                  | 34         | 22         | 8          | 4          | CG              | 6               | 6               | 0               | 0               | Int.               | 4                  | 1                  | 2                  | 1                  | -           | -           | -           | -           | -           | 44     | 29     | 10     | 5      | 65,91      | 1°               |
| 2004-2005           | Werder Brema          | BL                  | 34         | 18         | 5          | 11         | CG              | 5               | 4               | 1               | 0               | UCL                | 8                  | 4                  | 1                  | 3                  | CdL         | 2           | 1           | 0           | 1           | 49     | 27     | 7      | 15     | 55,10      | 3°               |
| 2005-2006           | Werder Brema          | BL                  | 34         | 21         | 7          | 6          | CG              | 4               | 2               | 1               | 1               | UCL                | 10                 | 4                  | 1                  | 5                  | CdL         | 2           | 1           | 0           | 1           | 50     | 28     | 9      | 13     | 56,00      | 2°               |
| 2006-2007           | Werder Brema          | BL                  | 34         | 20         | 6          | 8          | CG              | 1               | 0               | 1               | 0               | UCL+CU             | 6+8                | 3+4                | 1+1                | 2+3                | CdL         | 2           | 2           | 0           | 0           | 51     | 29     | 9      | 13     | 56,86      | 3°               |
| 2007-2008           | Werder Brema          | BL                  | 34         | 20         | 6          | 8          | CG              | 3               | 2               | 0               | 1               | UCL+CU             | 8+4                | 4+3                | 0+0                | 4+1                | CdL         | 1           | 0           | 0           | 1           | 50     | 29     | 6      | 15     | 58,00      | 2°               |
| 2008-2009           | Werder Brema          | BL                  | 34         | 12         | 9          | 13         | CG              | 6               | 5               | 1               | 0               | UCL+CU             | 6+9                | 1+3                | 4+4                | 1+2                | -           | -           | -           | -           | -           | 55     | 21     | 18     | 16     | 38,18      | 10°              |
| 2009-2010           | Werder Brema          | BL                  | 34         | 17         | 10         | 7          | CG              | 6               | 5               | 0               | 1               | UEL                | 12                 | 8                  | 3                  | 1                  | -           | -           | -           | -           | -           | 52     | 30     | 13     | 9      | 57,69      | 3°               |
| 2010-2011           | Werder Brema          | BL                  | 34         | 10         | 11         | 13         | CG              | 2               | 1               | 0               | 1               | UCL                | 8                  | 2                  | 2                  | 4                  | -           | -           | -           | -           | -           | 44     | 13     | 13     | 18     | 29,55      | 13°              |
| 2011-2012           | Werder Brema          | BL                  | 34         | 11         | 9          | 14         | CG              | 1               | 0               | 0               | 1               | -                  | -                  | -                  | -                  | -                  | -           | -           | -           | -           | -           | 35     | 11     | 9      | 15     | 31,43      | 9°               |
| 2012-mag. 2013      | Werder Brema          | BL                  | 33         | 8          | 10         | 15         | CG              | 1               | 0               | 0               | 1               | -                  | -                  | -                  | -                  | -                  | -           | -           | -           | -           | -           | 34     | 8      | 10     | 16     | 23,53      | Dimis.           |
| 2014-2015           | Eintracht Francoforte | BL                  | 34         | 11         | 10         | 13         | CG              | 2               | 1               | 0               | 1               | -                  | -                  | -                  | -                  | -                  | -           | -           | -           | -           | -           | 36     | 12     | 10     | 14     | 33,33      | 9°               |
| gen.-apr. 2016      | Hannover 96           | BL                  | 11         | 1          | 0          | 10         | CG              | -               | -               | -               | -               | -                  | -                  | -                  | -                  | -                  | -           | -           | -           | -           | -           | 11     | 1      | 0      | 10     | &9,09      | Sub. eson.       |
| mag. 2021           | Werder Brema          | BL                  | 1          | 0          | 0          | 1          | CG              | -               | -               | -               | -               | -                  | -                  | -                  | -                  | -                  | -           | -           | -           | -           | -           | 1      | 0      | 0      | 1      | &0,00      | Sub. 17° (retr.) |
| Totale Werder Brema | Totale Werder Brema   | Totale Werder Brema | 480        | 223        | 106        | 151        |                 | 50              | 34              | 7               | 9               |                    | 105                | 45                 | 25                 | 35                 |             | 10          | 5           | 0           | 5           | 645    | 307    | 138    | 200    | 47,60      |                  |
| Totale Carriera     | Totale Carriera       | Totale Carriera     | 525        | 235        | 116        | 174        |                 | 52              | 35              | 7               | 10              |                    | 105                | 45                 | 25                 | 35                 |             | 10          | 5           | 0           | 5           | 692    | 320    | 148    | 224    | 46,24      |                  |

## Palmarès

### Giocatore

#### Competizioni nazionali
- Campionato tedesco: 2

Werder Brema: 1987-1988, 1992-1993
- Supercoppa di Germania: 3

Werder Brema: 1988, 1993, 1994
- Coppa di Germania: 2

Werder Brema: 1990-1991, 1993-1994

#### Competizioni internazionali
- Coppa delle Coppe: 1

Werder Brema: 1991-1992

### Allenatore

#### Club
- Coppa di Germania: 3  (record condiviso con Otto Rehhagel, Karl-Heinz Feldkamp, Ottmar Hitzfeld, Udo Lattek e Hennes Weisweiler)

Werder Brema: 1998-1999, 2003-2004, 2008-2009
- Campionato tedesco: 1

Werder Brema: 2003-2004
- Coppa di Lega tedesca: 1

Werder Brema: 2006

#### Individuale
- Allenatore tedesco dell'anno: 1

2004